# Glyptomorpha orientalis
Glyptomorpha orientalis är en stekelart som beskrevs av Szepligeti 1914. Glyptomorpha orientalis ingår i släktet Glyptomorpha och familjen bracksteklar. Inga underarter finns listade i Catalogue of Life.